# Synagogue du Jubilée

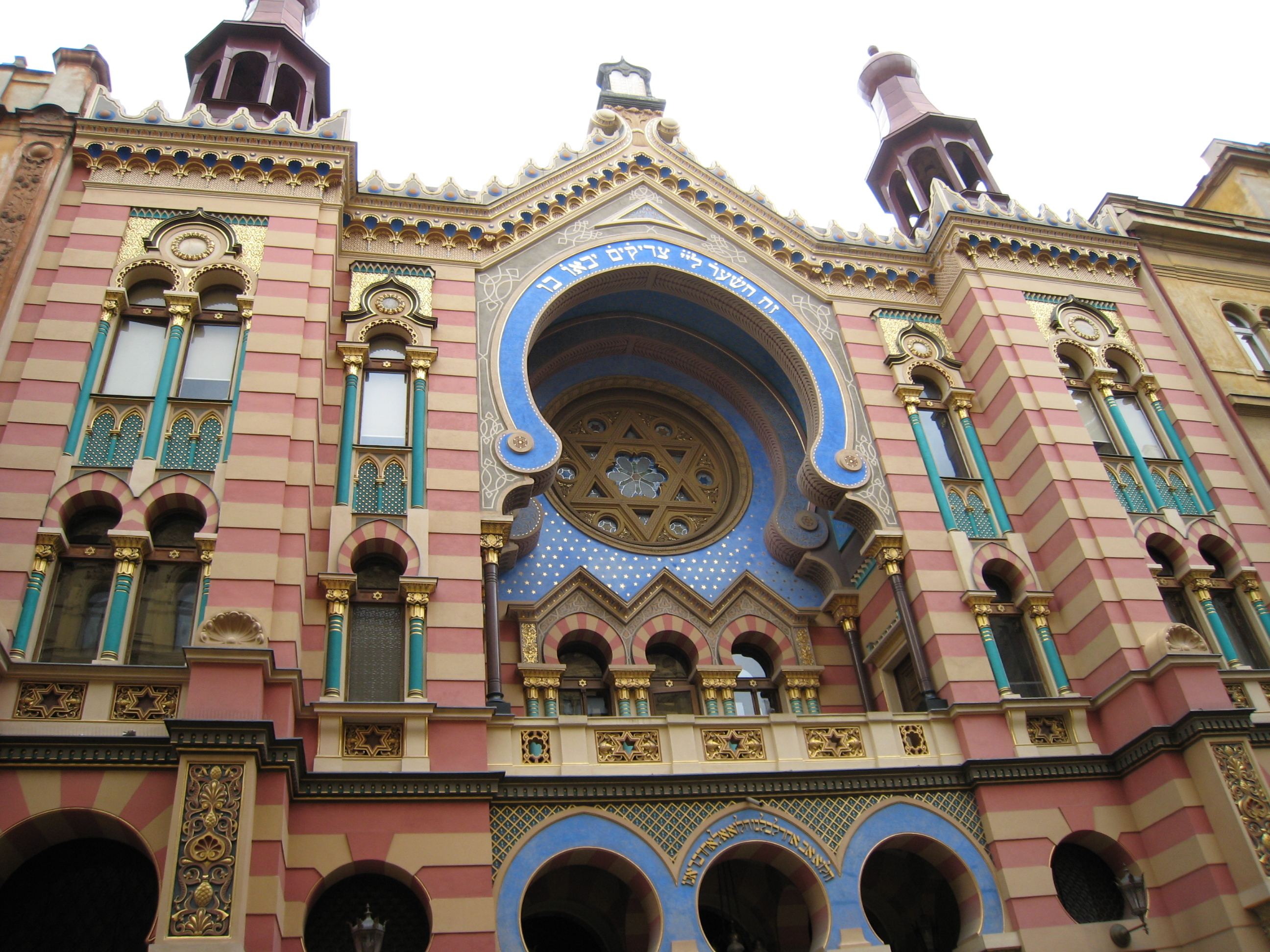
Détail de la façade

La synagogue du Jubilé (en tchèque: Jubilejní synagoga) ou synagogue de Jérusalem (Jeruzalémská synagoga) est une synagogue située dans le quartier de Nové Město, à Prague. Synthèse de différents courants architecturaux (essentiellement Art nouveau et Hispano-mauresque), elle est également appelée synagogue de Jérusalem, du nom de la rue où elle est implantée (rue Jeruzalémská). Construite à partir de 1905, c'est la plus récente synagogue de Prague.
Le site est accessible par les transports urbains (ligne C du métro de Prague, station Hlavní nádraží).

## Histoire

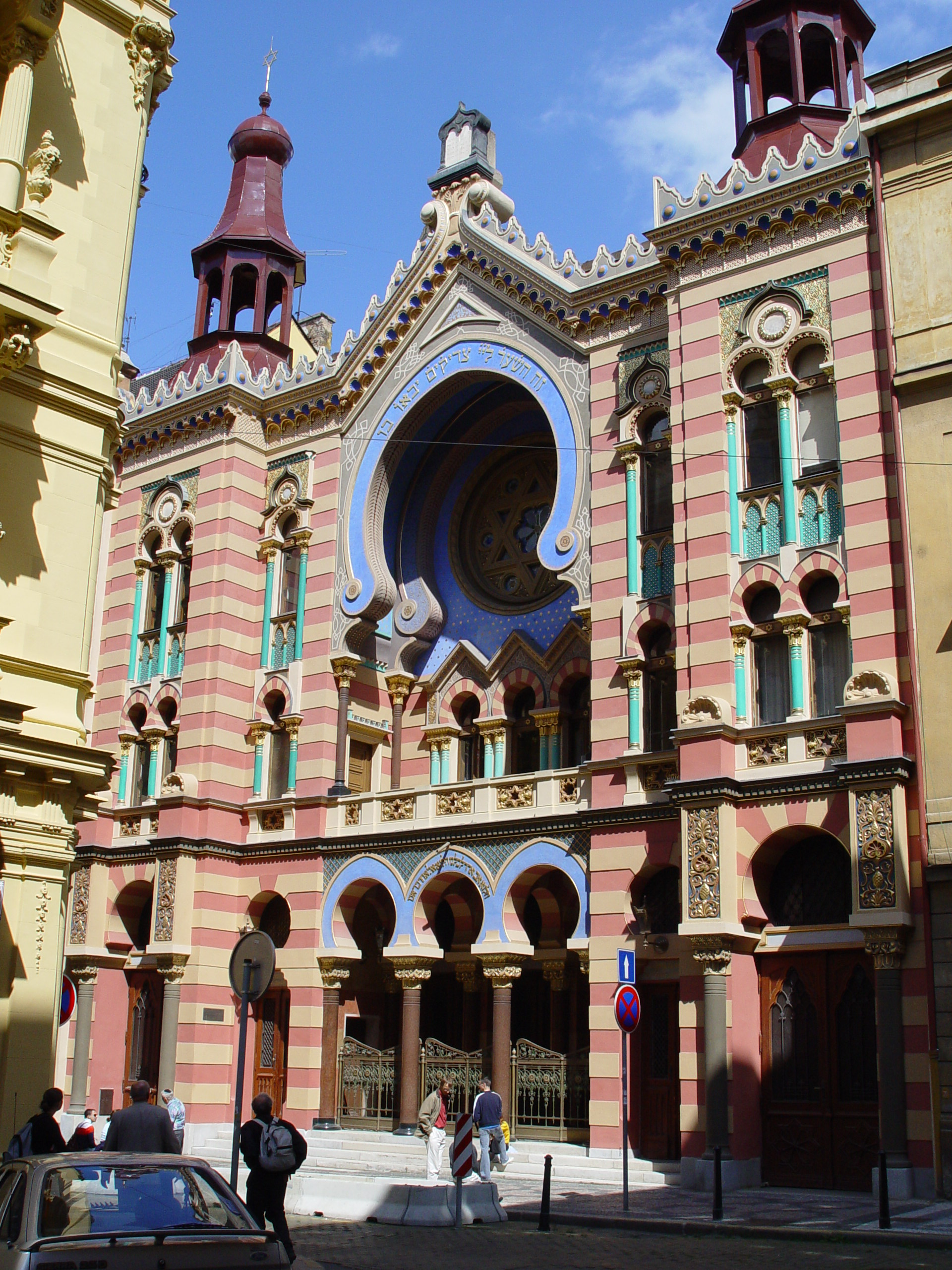
La façade de la synagogue

La construction de cette vaste synagogue est décidée afin de compenser la destruction de plusieurs lieux de culte juifs lors des campagnes de réaménagements de la ville au cours du XIXe siècle. Elle doit son nom de synagogue « du jubilé » à la célébration du jubilé d'or de l'empereur François-Joseph Ier d'Autriche en 1898.
Une société chargée de la réalisation du sanctuaire est fondée cette même année. Elle acquiert un terrain au cœur du nouveau quartier de Nové Město (en dehors du quartier juif traditionnel de Josefov) et engage des consultations auprès de plusieurs architectes. 
Plusieurs projets répondant à des conceptions architecturales très différentes sont proposés (depuis la synagogue néo-romane d’Aloïs Richter au temple néo-gothique de Josef Linhart) mais sont refusés. 
Les plans du nouveau sanctuaire sont finalement confiés aux architectes Wilhelm Stiassny et František Fröhlich, qui imaginent un édifice mêlant influences orientales (style mauresque) et innovations architecturales (style art nouveau et courant sécession viennoise en particulier). 
La première pierre est posée le 26 juin 1905, les travaux se poursuivant jusqu'au milieu de l'année 1906. La synagogue est ouverte au culte le 16 septembre 1906 à l'occasion de la fête de Sim'hat Torah.

## Architecture
Le sanctuaire reprend les dispositions du plan basilical antique (vaisseau principal bordé par des collatéraux). L'espace est divisé en deux niveaux : un niveau inférieur, réservé aux hommes, et un niveau supérieur, matérialisé par des tribunes ou mekhitsa, traditionnellement réservées aux femmes. La décoration intérieure est fortement influencée par les courants architecturaux orientalistes (jeu d'arcs en accolade, polylobés ou à lambrequins, chapiteaux composites) et marquée par une omniprésente polychromie.

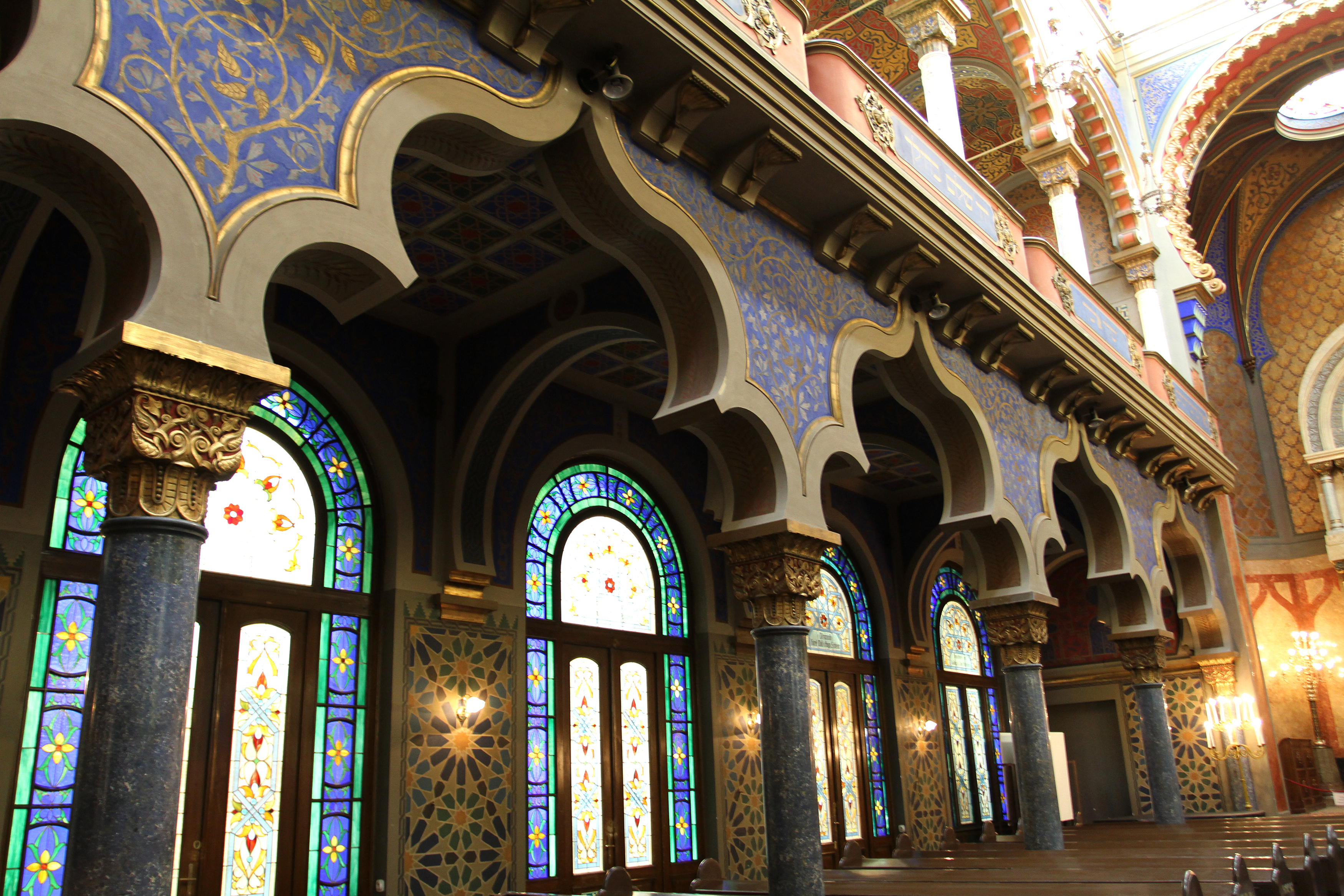
Détail de l'intérieur

Au fond du sanctuaire, le regard porte vers l'Arche sainte (Aron Ha Kodesh), ménagée dans un grand arc outrepassé. La voûte en étoile est percée en son centre d'un oculus orné d'un vitrail représentant une étoile de David. Les murs sont ornés de part et d'autre d'un verset biblique : 
« Je lèverai mes yeux vers les montagnes. D'où viendra mon secours ? (Psaumes, 121:1) »
En avant de l'Arche, une estrade (Bimah) est utilisée pour la lecture de la Torah.
À l'opposé, à l'entrée de la synagogue, une tribune accueille les grandes orgues, œuvre de l'organier Emanuel Štěpán.